# 矯順
矫顺（越南语：／，?—?），十二使君之一，号矫令公（越南语：／），据守回湖（今富寿省锦溪县）。锦溪张舍社有使君矫公城遗址，今锦溪县陈舍社，犹有城故址在。967年，被丁部领所灭。